# Cloniophorus sulcatulus
Cloniophorus sulcatulus es una especie de escarabajo longicornio del género Cloniophorus, tribu Callichromatini, subfamilia Cerambycinae. Fue descrita científicamente por White en 1853.

## Descripción
Mide 21-21,5 milímetros de longitud.

## Distribución
Se distribuye por Camerún, Camerún, Gabón, Guinea Ecuatorial, República Centroafricana y Sierra Leona.